# 古兰县 (法国)
古兰县（法語：Canton de Gourin）是法国莫尔比昂省的一个县（省级选区），中央投票站位于古兰。